# GeForce 200
A série GeForce 200 é uma família de unidades de processamento gráfico GeForce baseadas em Tesla desenvolvidas pela Nvidia.

## Arquitetura
A série GeForce 200 introduziu a segunda geração de Tesla (microarquitetura) da Nvidia, a arquitetura de shader unificada da Nvidia; a primeira grande atualização desde que foi introduzida com a GeForce 8.
A GeForce GTX 280 e a GTX 260 são baseadas no mesmo núcleo do processador. Durante o processo de fabricação, os chips GTX foram agrupados e separados por meio de testes de defeitos da funcionalidade lógica do núcleo. Aqueles que não atendem à especificação de hardware GTX 280 são testados novamente e classificados como GTX 260 (que é especificado com menos processadores de fluxo, menos ROPs e um barramento de memória mais estreito).
No final de 2008, a Nvidia relançou a GTX 260 com 216 processadores stream, acima dos 192. Efetivamente, havia duas placas GTX 260 em produção com diferenças de desempenho nada triviais.
As GPUs da série GeForce 200 (GT200a/b GPU), excluindo GeForce GTS 250, GTS 240 GPUs (essas são GPUs G92b mais antigas), têm suporte de precisão dupla para uso em aplicativos GPGPU. As GPUs GT200 também melhoraram o desempenho no sombreamento de geometria.
Em agosto de 2018, o GT200 era o sétimo maior GPU comercial já construído, consistindo em 1,4 bilhão de transistores cobrindo uma área de superfície de matriz de 576 mm 2 construída em um processo de 65 nm. É o quinto maior chip de lógica CMOS fabricado na fundição da TSMC. Desde então, a GeForce 400 substituiu os chips GT200 na contagem de transistores, mas os dies GT200 originais ainda excedem o tamanho do die GF100. É maior até do que a GPU GK210 baseada em Kepler usada no Tesla K80, que possui 7,1 bilhões de transistores em uma matriz de 561 mm 2 fabricada em 28 nm. O Ampere GA100 é atualmente o maior GPU comercial já fabricado em 826 mm 2 com 54,2 bilhões de transistores.
A Nvidia anunciou e lançou oficialmente a versão de varejo do GeForce 210 (GT218 GPU) e GeForce GT 220 (GT216 GPU) anteriormente apenas OEM em 12 de outubro de 2009. A Nvidia anunciou e lançou oficialmente o GeForce GT 240 (GT215 GPU) em 17 de novembro de 2009. As novas GPUs de 40nm apresentam o novo hardware de decodificador PureVideo HD VP4, já que as GPUs GeForce 8 e 9 mais antigas possuem apenas PureVideo HD VP2 ou VP3 (G98). Eles também oferecem suporte ao Compute Capability 1.2, enquanto as GPUs GeForce 8 e 9 mais antigas suportavam apenas o Compute Capability 1.1. Todas as GPUs GT21x também contêm um processador de áudio interno e suportam saída LPCM de 8 canais através de HDMI.

## Tabela de chipset

### GeForce série 200

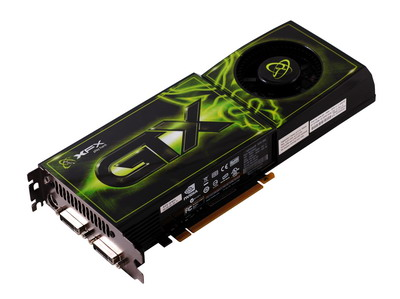
Uma XFX GTX 260

Todos os modelos suportam anti-aliasing de amostra de cobertura, filtragem anisotrópica independente de ângulo, OpenEXR HDR de 240 bits.
- 1 Shaders Unificados: Unidades de Mapeamento de Textura: Unidades de Saída de Renderização

| Modelo                   | Lançamento             | Nome do código            | Fab (nm) | Transistores (Milhões) | Tamanho da matriz (mm2) | interface de Barramento  | Core config 1 | Taxa de clock | Taxa de clock  | Taxa de clock         | Taxa de preenchimento | Taxa de preenchimento | Configuração de memória | Configuração de memória  | Configuração de memória | Configuração de memória     | Suporte API (versão) | Suporte API (versão) | Suporte API (versão) | Poder de processamento G FLOPs | TDP (watts) | Comentários                                                                                   |
| Modelo                   | Lançamento             | Nome do código            | Fab (nm) | Transistores (Milhões) | Tamanho da matriz (mm2) | interface de Barramento  | Core config 1 | Core (MHz)    | Shader (MHz)   | Memória (MHz)         | Pixel (GP/s)          | Textura (GT/s)        | Tamanho (MB)            | largura de banda (GB/s)  | Tipo de DRAM            | Largura de barramento (bit) | DirectX              | OpenGL               | Vulkan               | Poder de processamento G FLOPs | TDP (watts) | Comentários                                                                                   |
| ------------------------ | ---------------------- | ------------------------- | -------- | ---------------------- | ----------------------- | ------------------------ | ------------- | ------------- | -------------- | --------------------- | --------------------- | --------------------- | ----------------------- | ------------------------ | ----------------------- | --------------------------- | -------------------- | -------------------- | -------------------- | ------------------------------ | ----------- | --------------------------------------------------------------------------------------------- |
| GeForce 205              | 26 de novembro de 2009 | GT218                     | 40       | 260                    | 57                      | PCIe 2.0 x16             | 8:4:4         | 589           | 1402           | 1000                  | 2.356                 | 2.356                 | 512                     | 8                        | DDR2                    | 64                          | 10.1                 | 3.3                  | —                    | 33.4                           | 30.5        | apenas OEM                                                                                    |
| GeForce 210              | 12 de outubro de 2009  | GT218                     | 40       | 260                    | 57                      | PCIe 2.0 x16 PCIe x1 PCI | 16:8:4        | 520 589       | 1230 1402      | 1000–1600             | 2.356                 | 4.712                 | 512 1024                | 4.0 8.0 12.8             | DDR2 DDR3               | 32 64                       | 10.1                 | 3.3                  | —                    | 67.296                         | 30.5        |                                                                                               |
| GeForce GT 220           | 12 de outubro de 2009  | GT216                     | 40       | 486                    | 100                     | PCIe 2.0 x16             | 48:16:8       | 615(OEM) 625  | 1335(OEM) 1360 | 1000 1580             | 5                     | 10                    | 512 1024                | 16.0 25.3                | DDR2 DDR3               | 128                         | 10.1                 | 3.3                  | —                    | 192(OEM) 196                   | 58          |                                                                                               |
| GeForce GT 230 v.1       | 2009                   | G94b                      | 55       | 505                    | 196                     | PCIe 2.0 x16             | 48:24:16      | 650           | 1625           | 1800                  | 10.4                  | 15.6                  | 512 1024                | 57.6                     | GDDR3                   | 256                         | 10                   | 3.3                  | —                    | 234                            | 75          | apenas OEM                                                                                    |
| GeForce GT 230 v.2       | 2009                   | G92b                      | 55       | 754                    | 260                     | PCIe 2.0 x16             | 96:48:12      | 500           | 1242           | 1000                  | 6                     | 24                    | 1536                    | 24                       | DDR2                    | 192                         | 10                   | 3.3                  | —                    | 357.69                         | 75          | apenas OEM                                                                                    |
| GeForce GT 240           | 17 de novembro de 2009 | GT215                     | 40       | 727                    | 139                     | PCIe 2.0 x16             | 96:32:8       | 550           | 1340           | 1800 2000 3400(GDDR5) | 4.4                   | 17.6                  | 512 1024                | 28.8(OEM) 32 54.4(GDDR5) | DDR3 GDDR3 GDDR5        | 128                         | 10.1                 | 3.3                  | —                    | 385.9                          | 69          |                                                                                               |
| GeForce GTS 240          | Q4 2009                | G92a G92b                 | 65 55    | 754                    | 324 260                 | PCIe 2.0 x16             | 112:56:16     | 675           | 1620           | 2200                  | 10.8                  | 37.8                  | 1024                    | 70.4                     | GDDR3                   | 256                         | 10.0                 | 3.3                  | —                    | 554.32                         | 120         | apenas OEM                                                                                    |
| GeForce GTS 250 Green    | 2009                   | G92b                      | 65 55    | 754                    | 260                     | PCIe 2.0 x16             | 128:64:16     | 702           | 1512           | 2000                  | 11.2                  | 44.9                  | 512 1024                | 64.0                     | GDDR3                   | 256                         | 10.0                 | 3.3                  | —                    | 581                            | 130         |                                                                                               |
| GeForce GTS 250          | 3 de março de 2009     | G92-428-B1                | 65 55    | 754                    | 260                     | PCIe 2.0 x16             | 128:64:16     | 738           | 1836           | 2000 2200             | 11.808                | 47.232                | 512 1024                | 64.0 70.4                | GDDR3                   | 256                         | 10.0                 | 3.3                  | —                    | 705.024                        | 150         | Algumas placas são renomeadas como GeForce 9800 GTX+                                          |
| GeForce GTX 260          | 16 de junho de 2008    | GT200-100-A2              | 65       | 1400                   | 576                     | PCIe 2.0 x16             | 192:64:28     | 576           | 1242           | 1998                  | 16.128                | 36.864                | 896 (1792)              | 111.9                    | GDDR3                   | 448                         | 10.0                 | 3.3                  | —                    | 715.392                        | 202         | Substituído por GTX 260 Core 216                                                              |
| GeForce GTX 260 Core 216 | 16 de setembro de 2008 | GT200-103-A2 GT200-105-B3 | 65 55    | 1400                   | 576 470                 | PCIe 2.0 x16             | 216:72:28     | 576           | 1242           | 1998                  | 16.128                | 41.472                | 896 (1792)              | 111.9                    | GDDR3                   | 448                         | 10.0                 | 3.3                  | —                    | 804.816 874.8                  | 182 171     |                                                                                               |
| GeForce GTX 275          | 9 de abril de 2009     | GT200-400-B3              | 55       | 1400                   | 470                     | PCIe 2.0 x16             | 240:80:28     | 633           | 1404           | 2268                  | 17.724                | 50.6                  | 896                     | 127.0                    | GDDR3                   | 448                         | 10.0                 | 3.3                  | —                    | 1010.880                       | 219         | Efetivamente metade da GTX 295                                                                |
| GeForce GTX 280          | 17 de junho de 2008    | GT200-300-A2              | 65       | 1400                   | 576                     | PCIe 2.0 x16             | 240:80:32     | 602           | 1296           | 2214                  | 19.264                | 48.16                 | 1024 (2048*)            | 141.7                    | GDDR3                   | 512                         | 10.0                 | 3.3                  | —                    | 933.120                        | 236         | A MSI lançou uma versão de 2 GB. Substituído por GTX 285                                      |
| GeForce GTX 285          | 15 de janeiro de 2009  | GT200-350-B3              | 55       | 1400                   | 470                     | PCIe 2.0 x16             | 240:80:32     | 648           | 1476           | 2484                  | 20.736                | 51.84                 | 1024 (2048*)            | 159.0                    | GDDR3                   | 512                         | 10.0                 | 3.3                  | —                    | 1062.72                        | 204         | Palit, EVGA e BFG lançaram versões de 2GB. EVGA GTX285 Classified pode suportar SLI de 4 vias |
| GeForce GTX 295          | 8 de janeiro de 2009   | 2× GT200-400-B3           | 55       | 2× 1400                | 2× 470                  | PCIe 2.0 x16             | 2× 240:80:28  | 576           | 1242           | 1998                  | 2× 16.128             | 2× 46.08              | 2× 896                  | 2× 111.9                 | GDDR3                   | 2× 448                      | 10.0                 | 3.3                  | —                    | 1788.480                       | 289         | Modelos de PCB dupla foram eliminados em favor de um único modelo de PCB com 2 GPUs           |
| Modelo                   | Lançamento             | Nome do código            | Fab (nm) | Transistores (Milhões) | Tamanho da matriz (mm2) | interface de Barramento  | Core config 1 | Taxa de clock | Taxa de clock  | Taxa de clock         | Taxa de preenchimento | Taxa de preenchimento | Configuração de memória | Configuração de memória  | Configuração de memória | Configuração de memória     | Suporte API (versão) | Suporte API (versão) | Suporte API (versão) | Poder de processamento G FLOPs | TDP (watts) | Comentários                                                                                   |
| Modelo                   | Lançamento             | Nome do código            | Fab (nm) | Transistores (Milhões) | Tamanho da matriz (mm2) | interface de Barramento  | Core config 1 | Core (MHz)    | Shader (MHz)   | Memória (MHz)         | Pixel (GP/s)          | Textura (GT/s)        | Tamanho (MB)            | largura de banda (GB/s)  | Tipo de DRAM            | Largura de barramento (bit) | DirectX              | OpenGL               | Vulkan               | Poder de processamento G FLOPs | TDP (watts) | Comentários                                                                                   |

#### Recursos
Capacidade de computação: 1.1 (G92 [GTS250] GPU)

Capacidade de computação: 1.2 (GT215, GT216, GT218 GPUs)

Capacidade de computação: 1.3 tem suporte de precisão dupla para uso em aplicativos GPGPU. (somente GPUs GT200a/b)
| GeForce 210                      | Não                                        | Não | Sim | Sim | Sim |
| GeForce GT 220                   | Não                                        | Não | Sim | Sim | Sim |
| GeForce GT 240                   | Não                                        | Não | Sim | Sim | Sim |
| GeForce GTS 250                  | · 3-vias (4 vias para EVGA 285 Classified) | Sim | Não |     |     |
| GeForce GTX 260                  | · 3-vias (4 vias para EVGA 285 Classified) | Sim | Não |     |     |
| GeForce GTX 260 Core 216         | · 3-vias (4 vias para EVGA 285 Classified) | Sim | Não |     |     |
| GeForce GTX 260 Core 216 (55 nm) | · 3-vias (4 vias para EVGA 285 Classified) | Sim | Não |     |     |
| GeForce GTX 275                  | · 3-vias (4 vias para EVGA 285 Classified) | Sim | Não |     |     |
| GeForce GTX 280                  | · 3-vias (4 vias para EVGA 285 Classified) | Sim | Não |     |     |
| GeForce GTX 285                  | · 3-vias (4 vias para EVGA 285 Classified) | Sim | Não |     |     |
| GeForce GTX 295                  | Sim                                        | Sim | Não |     |     |

### GeForce série 200M (2xxM)
A série GeForce 200M é uma arquitetura de processador gráfico para notebooks.
- 1 Shaders Unificados: Unidades de Mapeamento de Textura: Unidades de Saída de Renderização

| Modelo           | Lançamento          | Nome do código | Fab (nm) | interface de Barramento | Core config 1 | Taxa de clock | Taxa de clock | Taxa de clock | Taxa de preenchimento | Taxa de preenchimento | Memória      | Memória                 | Memória            | Memória                     | Suporte API (versão) | Suporte API (versão) | Suporte API (versão) | Poder de processamento(GFLOPS) | TDP (watts) | Notas                                                                                |
| Modelo           | Lançamento          | Nome do código | Fab (nm) | interface de Barramento | Core config 1 | Core (MHz)    | Shader (MHz)  | Memória (MHz) | Pixel (GP/s)          | Textura (GT/s)        | Tamanho (MB) | largura de banda (GB/s) | Tipo de barramento | Largura de barramento (bit) | DirectX              | OpenGL               | Vulkan               | Poder de processamento(GFLOPS) | TDP (watts) | Notas                                                                                |
| ---------------- | ------------------- | -------------- | -------- | ----------------------- | ------------- | ------------- | ------------- | ------------- | --------------------- | --------------------- | ------------ | ----------------------- | ------------------ | --------------------------- | -------------------- | -------------------- | -------------------- | ------------------------------ | ----------- | ------------------------------------------------------------------------------------ |
| GeForce G210M    | 15 de junho de 2009 | GT218          | 40       | PCIe 2.0 x16            | 16:8:4        | 625           | 1500          | 1600          | 2.5                   | 5                     | 512          | 12.8                    | GDDR3              | 64                          | 10.1                 | 3.3                  | —                    | 72                             | 14          | Versões com clock mais baixo do núcleo GT218 também são conhecidas como Nvidia ION 2 |
| GeForce GT 220M  | 2009                | G96b           | 55       | PCIe 2.0 x16            | 32:16:8       | 500           | 1250          | 1000 1600     | 4                     | 8                     | 1024         | 16 25.6                 | DDR2 GDDR3         | 128                         | 10.0                 | 3.3                  | —                    | 120                            | 14          | Rebatizado 9600M GT @55 nm encolhimento do nó                                        |
| GeForce GT 230M  | 15 de junho de 2009 | GT216          | 40       | PCIe 2.0 x16            | 48:16:8       | 500           | 1100          | 1600          | 4                     | 8                     | 1024         | 25.6                    | GDDR3              | 128                         | 10.1                 | 3.3                  | —                    | 158                            | 23          |                                                                                      |
| GeForce GT 240M  | 15 de junho de 2009 | GT216          | 40       | PCIe 2.0 x16            | 48:16:8       | 550           | 1210          | 1600          | 4.4                   | 8.8                   | 1024         | 25.6                    | GDDR3              | 128                         | 10.1                 | 3.3                  | —                    | 174                            | 23          |                                                                                      |
| GeForce GTS 250M | 15 de junho de 2009 | GT215          | 40       | PCIe 2.0 x16            | 96:32:8       | 500           | 1250          | 3200          | 4                     | 16                    | 1024         | 51.2                    | GDDR5              | 128                         | 10.1                 | 3.3                  | —                    | 360                            | 28          |                                                                                      |
| GeForce GTS 260M | 15 de junho de 2009 | GT215          | 40       | PCIe 2.0 x16            | 96:32:8       | 550           | 1375          | 3600          | 4.4                   | 17.6                  | 1024         | 57.6                    | GDDR5              | 128                         | 10.1                 | 3.3                  | —                    | 396                            | 38          |                                                                                      |
| GeForce GTX 260M | 3 de março de 2009  | G92b           | 55       | PCIe 2.0 x16            | 112:56:16     | 550           | 1375          | 1900          | 8.8                   | 30.8                  | 1024         | 60.8                    | GDDR3              | 256                         | 10.0                 | 3.3                  | —                    | 462                            | 65          |                                                                                      |
| GeForce GTX 280M | 3 de março de 2009  | G92b           | 55       | PCIe 2.0 x16            | 128:64:16     | 585           | 1463          | 1900          | 9.36                  | 37.44                 | 1024         | 60.8                    | GDDR3              | 256                         | 10.0                 | 3.3                  | —                    | 562                            | 75          |                                                                                      |
| GeForce GTX 285M | fevereiro de 2010   | G92b           | 55       | PCIe 2.0 x16            | 128:64:16     | 600           | 1500          | 2000          | 9.6                   | 38.4                  | 1024         | 64.0                    | GDDR3              | 256                         | 10.0                 | 3.3                  | —                    | 576                            | 75          | Versão com clock mais alto da GTX280M com memória aprimorada                         |
| Modelo           | Lançamento          | Nome do código | Fab (nm) | interface de Barramento | Core config 1 | Taxa de clock | Taxa de clock | Taxa de clock | Taxa de preenchimento | Taxa de preenchimento | Memória      | Memória                 | Memória            | Memória                     | Suporte API (versão) | Suporte API (versão) | Suporte API (versão) | Poder de processamento(GFLOPS) | TDP (watts) | Notas                                                                                |
| Modelo           | Lançamento          | Nome do código | Fab (nm) | interface de Barramento | Core config 1 | Core (MHz)    | Shader (MHz)  | Memória (MHz) | Pixel (GP/s)          | Textura (GT/s)        | Tamanho (MB) | largura de banda (GB/s) | Tipo de barramento | Largura de barramento (bit) | DirectX              | OpenGL               | Vulkan               | Poder de processamento(GFLOPS) | TDP (watts) | Notas                                                                                |

## Suporte descontinuado
A NVIDIA encerrou o suporte de driver para a série GeForce 200 em 1 de abril de 2016.
- Windows XP 32-bit & Media Center Edition: versão 340.52 lançada em 29 de julho de 2014; Download
- Windows XP 64-bit: versão 340.52 lançada em 29 de julho de 2014; Download
- Windows Vista, 7, 8, 8.1 32-bit: versão 342.01 (WHQL) lançada em 14 de dezembro de 2016; Download
- Windows Vista, 7, 8, 8.1 64-bit: versão 342.01 (WHQL) lançada em 14 de dezembro de 2016; Download
- Windows 10, 32-bit: versão 342.01 (WHQL) lançada em 14 de dezembro de 2016; Download
- Windows 10, 64-bit: versão 342.01 (WHQL) lançada em 14 de dezembro de 2016; Download
- Linux, 64-bit: versão 340.108 lançada em 23 de dezembro de 2019; Download